# Прилуцьке (Луцький район)
Прилу́цьке — село в Україні, у Луцькому районі Волинської області. Входить до складу Луцької міської громади. Населення становить 1691 особу.

## Географія
Територія Прилуцької сільської ради розташована в західній частині Ківерцівського району. Від с. Прилуцьке до м. Луцьк 9 км, до м. Ківерці 9 км.
Основні вантажні перевезення здійснюються через залізничну станцію Прилуцька, відстань до якої 4 км, а пасажирські перевезення — через залізничну станцію Луцьк (5 км).
До міжнародної автомагістралі Е-85 (М-19) Клайпеда — Каунас — Слонім — Луцьк — Дубно — Тернопіль — Чернівці 9 км. До національної автомобільної дороги Н-22 Устилуг — Луцьк — Рівне 7 км. До аеропорту м. Луцьк 4 км.

## Структура
Село Прилуцьке — центр Прилуцької сільської ради. До складу сільради входять також села Дачне, Жабка та Сапогове (Сапогів).
25 жовтня 2019 року Прилуцьку сільську раду Ківерцівського району приєднали до Луцької міської ради, утворивши Луцьку міську громаду.
12 червня 2020 року, згідно з розпорядженням Кабінету Міністрів України  № 708-р, село увійшло до складу Луцької міської громади.

## Історія
Село Прилуцьке донедавна мало історичну назву Ківерці і було перейменовано у 60-х роках XX ст.
Згадки про село Ківерці простежуються протягом всієї його історії у 1496, 1570, 1571, 1586, 1643, 1797, 1800, 1852, 1888 роках — аж по XX ст. включно. Населення займалося землеробством і скотарством. Розвивалися тут і різні ремесла, зокрема гончарство, мисливство, рибальство, чинбарство, бортнівство, бондарство і ткацтво.
На початку XIX ст. в селі було 40-50 родин з 400—500 мешканцями, а під час перепису населення у 1911 році в селі вже проживало 750 жителів.
Село Ківерці дуже тісно пов'язане з видатною польською актрисою, письменницею і драматургом Габріелею Запольською (справжнє ім'я якої Марія-Габріеля-Стефанія Корвін-Піотровська).
Батько Габріелі Запольської Вінцент-Казімєж-Ян Корвін-Піотровський (1828—1896) був маршалком волинської шляхти і володів двома фільварками — у селі Підгайці та в Ківерцях. У Ківерцях він збудував розкішний палац, у якому побував навіть цар Олександр II..
Під час Першої світової війни у 1915 р. Ківерці перебували в австрійській окупації. Вже на четвертий день
Брусиловського прориву 26 травня (8 червня) 1916 р. укріплені позиції австрійців протягом цілого дня стримували посилені атаки росіян на східних околицях села, Гущі та Теремно (обидва населені пункти нині у складі Луцька).

## Населення
Згідно з переписом УРСР 1989 року чисельність наявного населення села становила 1513 осіб, з яких 691 чоловік та 822 жінки.
За переписом населення України 2001 року в селі мешкала 1691 особа.

### Мова
Розподіл населення за рідною мовою за даними перепису 2001 року:
| Мова       | Відсоток |
| ---------- | -------- |
| українська | 98,44 %  |
| російська  | 1,50 %   |
| білоруська | 0,06 %   |

## Економіка
Значна частина населення працює на промислових підприємствах міста Луцьк. Решта населення займається обслуговуванням інфраструктури та сільськогосподарським виробництвом, спеціалізацією якого є рослинництво і м'ясо-молочне тваринництво. Вирощуються в основному зернові і овочеві культури. Загальна посівна площа становить 1883 га (майже 47,3 % всієї території). На сьогодні використовується 576 га, з яких під овочевими культурами (картопля, морква, капуста, столовий буряк та ін.) зайнято 30 га. Можливе збільшення посівних площ овочевих культур до 100 га. Потрібні інвестиції у розвиток центрів збирання і зберігання сільськогосподарської продукції, впровадження сучасних технологій вирощування сільськогосподарських культур, створення тепличного господарства і системи зрошування земельних угідь, поновлення машинного обладнання і реконструкцію млина.
Розвиватися і тваринницька галузь м'ясо-молочного напрямку (свиней — 1000 гол., великої рогатої худоби — 150 гол. Є також 40 коней, 100 овечок і 50 кіз). Необхідні інвестиції у відновлення племінного стада.
Птахівництво розвивається лише у приватних господарствах. Загальна кількість курей становить 1500, гусей — 600 і качок — 500 шт. Місцева влада планує створення ферм по розведенню фазанів і страусів.
Сади займають 0 га. Основні фруктові дерева — яблуні, вишні і сливи. Є також волоські горіхи. Необхідні інвестиції у відновлення садів, насадження молодих дерев та створення міні цехів по переробці фруктів. Розвивається бджільництво. Є 50 бджолосімей, виробляється екологічно чистий квітковий, лісовий і липовий мед.
Ставкове господарство займає площу 16,8 га, з яких 7,5 га використовуються для рибальства. Ловиться короп, карась, окунь і раки.
Значний інвестиційний потенціал має деревообробна промисловість. Змішані ліси займають площу у 1035 га (майже 26 % всієї території). Необхідні інвестиції у розвиток столярного виробництва, виготовлення меблів, дерев'яних заготовок і будинків.
Основним сільськогосподарським підприємством є сільськогосподарський виробничий кооператив «Прилуцький», який займається вирощуванням зернових, зернобобових та технічних культур, утриманням великої рогатої худоби і свиней та виробництвом молока і м'яса.
В сфері послуг і торгівлі працюють МПП «Кліпа» (технічне обслуговування та ремонт автомоб і л i в), ПП «Ківер-плюс» (ремонт і технічне обслуговування електронно-обчислювальної техніки), КП «Громада-плюс», ПП «Лойд», ТОВ «Західспецсталь», ТОВ «Агротранс», ПП «Діброва» та ін.
З корисних копалин є поклади піску та білої глини біля села Дачне.